# Кишкино (Опочецький район)
Кишкино (рос. Кишкино) — присілок в Опочецькому районі Псковської області Російської Федерації.
Населення становить 17 осіб. Входить до складу муніципального утворення Пригородна волость.

## Історія
Від 2015 року входить до складу муніципального утворення Пригородна волость.

## Населення
| 2001 | 2002 | 2010 | 2012 | 2013 | 2014 | 2015 |
| ---- | ---- | ---- | ---- | ---- | ---- | ---- |
| 17   | ↗27  | ↘26  | ↘21  | →21  | ↘19  | ↘17  |
| 2016 |      |      |      |      |      |      |
| →17  |      |      |      |      |      |      |